# Gara Chitrino
Gara Chitrino (bulgariska: Гара Хитрино) är en ort i Bulgarien.   Den ligger i kommunen Obsjtina Chitrino och regionen Sjumen, i den nordöstra delen av landet, 300 km öster om huvudstaden Sofia. Gara Chitrino ligger 332 meter över havet och antalet invånare är 1 302.
Terrängen runt Gara Chitrino är platt åt nordväst, men åt sydost är den kuperad. Närmaste större samhälle är Sjumen, 18,1 km söder om Gara Chitrino.
Trakten runt Gara Chitrino består till största delen av jordbruksmark. Runt Gara Chitrino är det ganska tätbefolkat, med 149 invånare per kvadratkilometer.